# Vitor Roque
Vitor Hugo Roque Ferreira (sinh ngày 28 tháng 2 năm 2005), được biết đến với cái tên Vitor Roque và còn có biệt danh Tigrinho (Little Tiger)  là một cầu thủ bóng đá chuyên nghiệp người Brazil chơi ở vị trí tiền đạo cho câu lạc bộ La Liga Barcelona và Đội tuyển bóng đá quốc gia Brazil.